# Oswego (New York)
Oswego is een plaats in de Amerikaanse staat New York, en valt bestuurlijk gezien onder Oswego County.

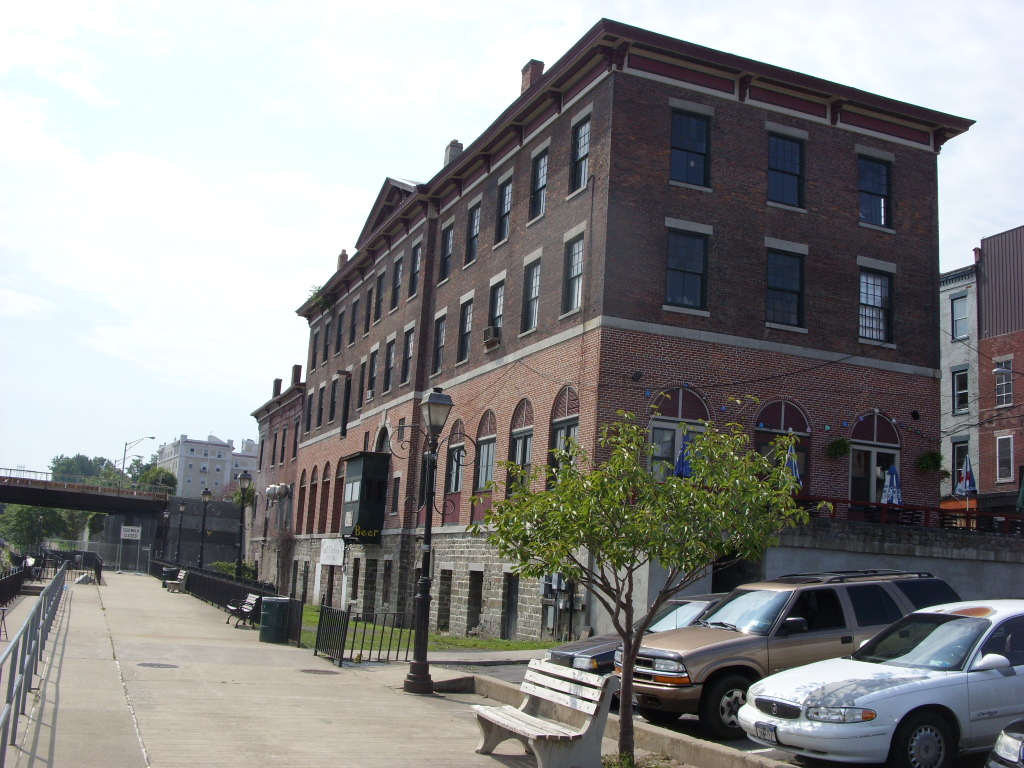
Oude stadhuis, nu een bar en restaurant.

## Demografie
Bij de volkstelling in 2000 werd het aantal inwoners vastgesteld op 17.954.
In 2006 is het aantal inwoners door het United States Census Bureau geschat op 17.638, een daling van 316 (-1.8%).

## Geografie
Volgens het United States Census Bureau beslaat de plaats een oppervlakte van
29,1 km², waarvan 19,8 km² land en 9,3 km² water.

## Plaatsen in de nabije omgeving
De onderstaande figuur toont nabijgelegen plaatsen in een straal van 24 km rond Oswego.